# Pseudopeziza
Pseudopeziza Fuckel – rodzaj workowców.

## Morfologia
Pasożyty obligatoryjne, głównie roślin. Tworzą apotecja w obumarłej tkance żywiciela, widoczne są one dopiero po zerwaniu jego skórki. Ekscypulum brak, lub jest słabo rozwinięte. Hymenium otoczone dobrze rozwiniętą podkładką o szarobrunatnej barwie. Maczugowate  worki na dole zwężają się w trzonek, na szczycie zakończone są zgrubiałym, zaokrąglonym aparatem apikalnym. Powstają w nich w dwóch rzędach jajowate lub elipsoidalne askospory.

## Systematyka i nazewnictwo
Pozycja w klasyfikacji według Index Fungorum: Drepanopezizaceae, Helotiales, Leotiomycetidae, Leotiomycetes, Pezizomycotina, Ascomycota, Fungi.
Synonim: Spilopezis Clem..

## Niektóre gatunki
- Pseudopeziza alismatis (W. Phillips & Trail) Sacc. 1889
- Pseudopeziza anthyllidis Gonz. Frag. 1926
- Pseudopeziza arenivaga (Desm.) Massee 1895
- Pseudopeziza artemisiae (Lasch) Massee 1895
- Pseudopeziza astragali P. Syd. 1899
- Pseudopeziza atrata (Desm.) Sacc. 1889
- Pseudopeziza bongardii (Weinm.) Boud. 1907
- Pseudopeziza calthae (W. Phillips) Massee 1895
- Pseudopeziza campanulae Anchab. 1963
- Pseudopeziza cantareirensis Henn. 1902
- Pseudopeziza caricina (Lib.) Sacc. 1889
- Pseudopeziza caricum Grélet & Croz. 1928
- Pseudopeziza casuarinae Rodway 1915
- Pseudopeziza colensoi (Berk.) Massee 1896
- Pseudopeziza corcellensis (Sacc.) Boud. 1907
- Pseudopeziza denigrata (J. Kunze) Boud. 1907
- Pseudopeziza divergens (Desm.) Sacc. 1889
- Pseudopeziza drabae (Nannf.) Nannf. 1932
- Pseudopeziza ebuli (Fr.) Massee 189
- Pseudopeziza eryngii Viégas 1944
- Pseudopeziza geranii Rodway 192
- Pseudopeziza glacialis Rehm 1885
- Pseudopeziza holwayi Henn. 1902
- Pseudopeziza homogynes (J. Schröt.) Rehm 1896
- Pseudopeziza indica T.S. Ramakr. & K. Ramakr. 1950
- Pseudopeziza jasiones (Romell) Nannf. 1932
- Pseudopeziza jonesii Nannf. 1932
- Pseudopeziza komarovii Jacz. 1900
- Pseudopeziza kriegeriana Rehm 1896
- Pseudopeziza laurocerasi Gutner 1933
- Pseudopeziza loti Boud. 1907
- Pseudopeziza medicaginis (Lib.) Sacc. 1887
- Pseudopeziza meliloti Syd. 1936
- Pseudopeziza miconiae Petr. 1963
- Pseudopeziza morthieri Sacc. 1878
- Pseudopeziza nigrella (Fuckel) Boud. 1907
- Pseudopeziza nigromaculans Rehm 1900
- Pseudopeziza pallida Fuckel 1870
- Pseudopeziza peltigerae Fuckel 1870
- Pseudopeziza peracarpae Miyabe & Togashi 1924
- Pseudopeziza phyllachorophila Speg. 1889
- Pseudopeziza protrusa (Berk. & M.A. Curtis) Rehm 1876
- Pseudopeziza punctoidea (P. Karst.) Höhn. 1926
- Pseudopeziza pyri Peck 1891
- Pseudopeziza relbunii Gamundí & S. Wright 1966
- Pseudopeziza rhinanthi (P. Karst.) Boud. 1907
- Pseudopeziza rosella Rehm 1882
- Pseudopeziza rubiae T.S. Ramakr. & K. Ramakr. 1947
- Pseudopeziza saginae J.S.R. Hood & C.H. Dickinson 1969
- Pseudopeziza sanguinolenta Speg. 1889
- Pseudopeziza sclerotinioides (Rehm) Rehm 1912
- Pseudopeziza simulata (Berk. & Broome) Massee 1895
- Pseudopeziza singularis (Peck) Davis 1914
- Pseudopeziza skimmiae Padwick 1945
- Pseudopeziza stepanovae Vasyag. 1965
- Pseudopeziza stictoidea (Sacc.) Boud. 1907
- Pseudopeziza subcalycella Rehm 1909
- Pseudopeziza terebinthi Grélet & Croz. 1928
- Pseudopeziza teucrii Grélet & Croz. 1928
- Pseudopeziza tormentillae (Rehm) Höhn. 1926
- Pseudopeziza tracheiphila Müll.-Thurg. 1903
- Pseudopeziza trifolii (Biv.) Fuckel 1870
- Pseudopeziza vernalis (Fuckel) Sacc. 1889

Nazwy naukowe oraz wykaz gatunków na podstawie Index Fungorum. Uwzględniono tylko taksony zweryfikowane.